# شهرستان سنتر (ویرجینیا)
شهرستان سنتر (به انگلیسی: County Center) یک منطقهٔ مسکونی در ایالات متحده آمریکا است که در شهرستان پرنس ویلیام، ویرجینیا واقع شده‌است.